# Кубинский крокодил
Кубинский крокодил (лат. Crocodylus rhombifer) — вид пресмыкающихся из рода настоящих крокодилов. Встречается только на некоторых островах Кубы.

## Распространение
Кубинский крокодил в естественных условиях встречается на острове Исла де ла Хувентуд и в болоте Сапата — это самый маленький ареал среди всех видов отряда крокодилов, за исключением, может быть, только ареала китайского аллигатора. Ископаемые остатки представителей этого вида говорят о том, что ранее кубинские крокодилы встречались на Каймановых и Багамских островах.

## Внешний вид

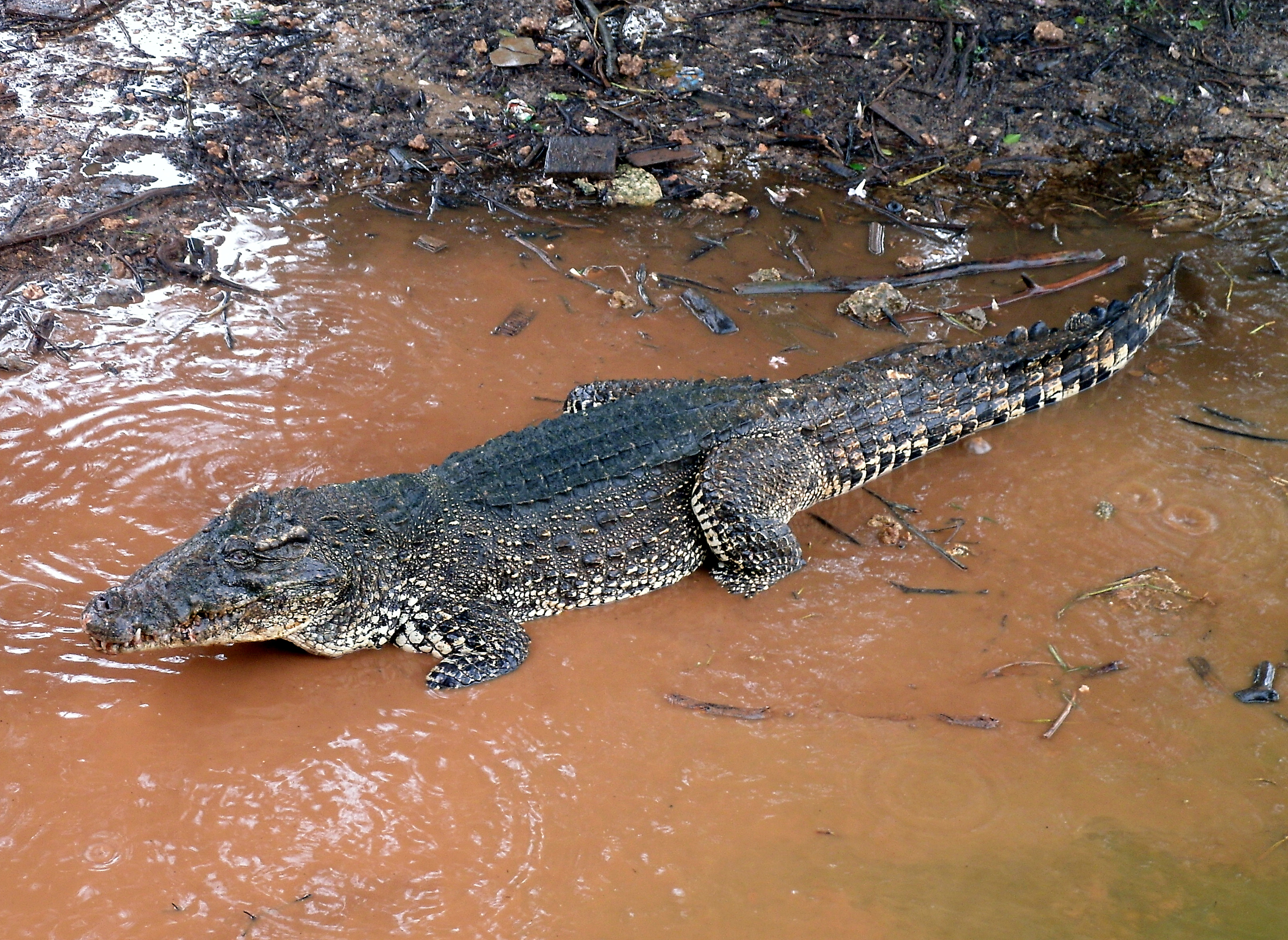
Взрослая особь

Кубинский крокодил имеет ряд особенностей, выделяющих его среди других крокодилов: более яркую окраску, длинные и сильные ноги, покрытые крупной чешуёй. Из-за характерного узора на коже, состоящего из жёлтых и чёрных пятен, этот вид иногда называют жемчужным крокодилом. Живот более светлый, без чёрных вкраплений.
Морда довольно короткая и широкая, позади глаз имеется костяной гребень. Известны черепа кубинских крокодилов длиной 66 см и 67,7 см, принадлежавшее представителям данного вида, обитавшим в плейстоцене. Количество зубов — 66—68. Задние зубы шире и короче передних, что позволяет легко раскусывать черепашьи панцири.

### Размеры

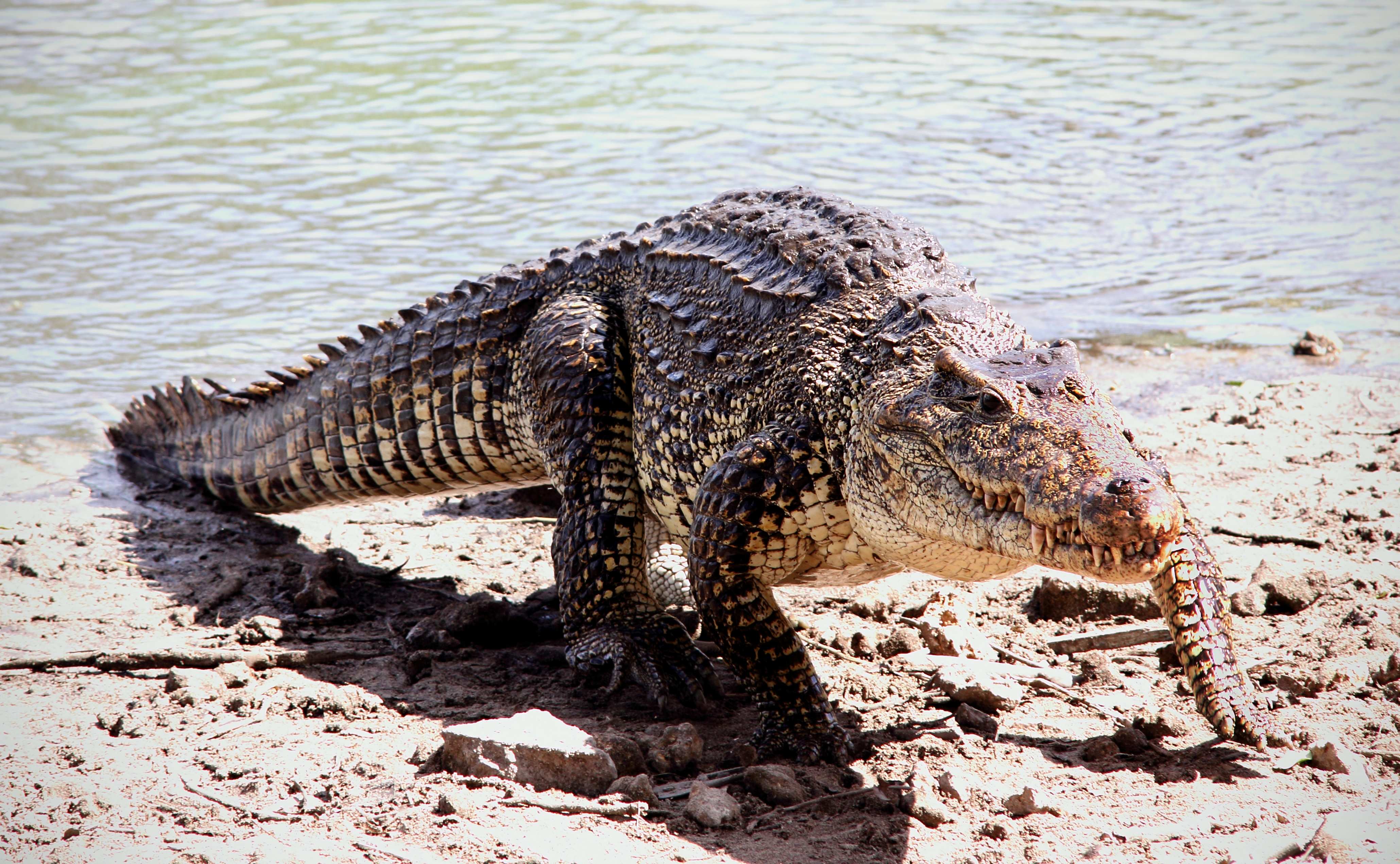
Характерные мощные конечности кубинского крокодила

Это мелкие или средние по размерам крокодилы. Типичные взрослые особи кубинских крокодилов 2,1-2,3 м в длину и весят около 40 кг. Самки, как правило, несколько меньше самцов. Считается, что некоторые крупные самцы этого вида порой могут достигать длины свыше 3,5 метров и весить более 200 кг. Максимальный зафиксированный размер кубинского крокодила — 4,9 метров, хотя в 1880 году также научно сообщалось об экземпляре длиной 5,3 метров, а книга рекордов Гиннеса сообщает о максимальном зафиксированном размере всего в 2,74 м. В одном исследовании кубинских крокодилов в болоте Сапата, взрослые особи (4 самки и 3 самца) варьировались по длине от 140 до 205 см.
Однако, как показывают ископаемые остатки, раньше кубинские крокодилы достигали куда более крупных размеров. Так, ранее упомянутый череп длиной 67,7 см с 81,8 см нижней челюстью, вероятно принадлежал животному длиной свыше 5,4 метров. Другой крупный экземпляр, с 66 см черепом, скорей всего достигал схожих размеров.

### Сила укуса
Расчет силы укуса плейстоценового кубинского крокодила с 66 см черепом показывает, что она могла достигать 11803—23040 Н, что эквивалентно силе тяжести в 1204,4—2351 кг.

## Образ жизни
Кубинские крокодилы предпочитают пресные водоёмы, но, как и другие настоящие крокодилы, могут жить и в солоноватой воде. Кроме того, они считаются самыми сухопутными современными крокодилами — кубинские крокодилы проводят гораздо больше времени на суше, часто передвигаясь так называемой «крокодильей высокой походкой» (когда живот не касается земли) и даже способны довольно высоко прыгать, отталкиваясь от земли. На своих длинных конечностях они способны развивать скорость свыше 17 км/ч и в течение небольшого периода времени преследовать жертву или противника.
Кубинские крокодилы — крайне агрессивные животные даже по меркам настоящих крокодилов. Возможно, это самый агрессивный представитель семейства, наравне с гребнистым крокодилом. При совместном содержании в неволе или при пересечении в дикой природе, кубинские крокодилы поведенчески доминируют над гораздо более крупными острорылыми крокодилами, отбирая у них пищу или вытесняя из пресноводных зон. Описывалось, как молодой кубинский крокодил длинной 1,83 м преследовал и серьезно травмировал острорылого крокодила, вдвое превышающего себя по длине и примерно в восемь раз по весу.
Однако, несмотря на высокий уровень агрессии, кубинский крокодил — это, возможно, самый «умный» вид среди современных крокодилов, способный к достаточно сложным коллективным взаимодействиям.

### Питание
В молодом возрасте кубинские крокодилы поедают мелких ракообразных и насекомых, по мере роста переходя на более крупную добычу. Взрослые крокодилы этого вида питаются рыбой, моллюсками, рептилиями (в частности, черепахами и кайманами), млекопитающими (в основном грызунами, одичавшими свиньями и собаками) и другими животными. Предпочитаемой добычей современных кубинских крокодилов являются крупные эндемичные грызуны — кубинские хутии, составляющие до 90 % от их рациона. Вероятно, ранее кубинские крокодилы активно охотились на гигантских наземных ленивцев, таких как мегалокнус, что подтверждается следами от зубов на костях ленивцев и может объяснить заметно более крупный размер этого вида до вымирания мегафауны.

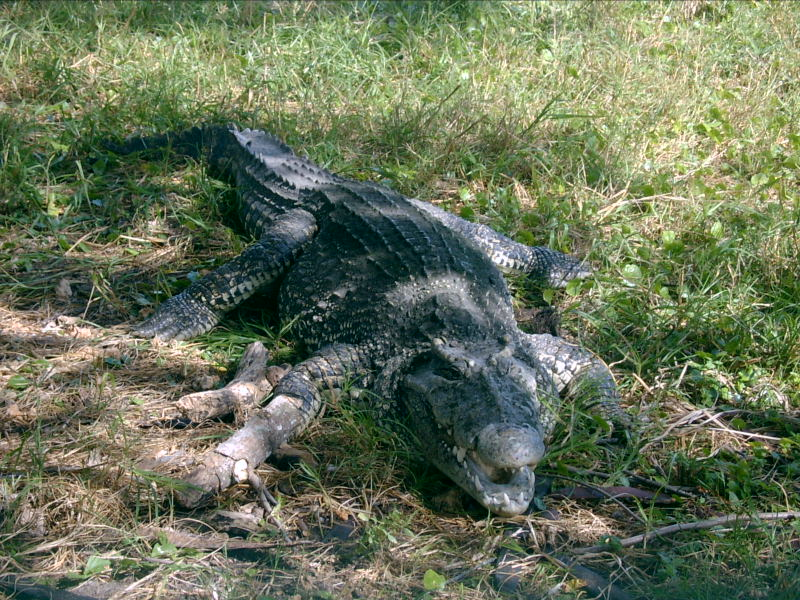
Матёрый самец в болоте Сапата

На охоте они способны выпрыгивать довольно высоко из воды, подобно другим крокодилам. Было задокументировало, как они хватали при этом находящихся на ветвях древесных млекопитающих. Среди всех крокодилов чаще всего охотятся на суше. Порой собираются в большие группы с чёткими иерархическими отношениями для совместной охоты.

#### Нападения на людей
Сведения о нападениях этих крокодилов на людей ограничены, но случается. Скорее всего, редкость нападений этого вида на людей связана с его малой численностью и очень ограниченным ареалом, располагающимся вдали от населенных пунктов. Однако, известно, что содержащиеся в неволе кубинские крокодилы проявляют высокий уровень агрессии по отношению к людям и часто пытаются атаковать.

## Размножение

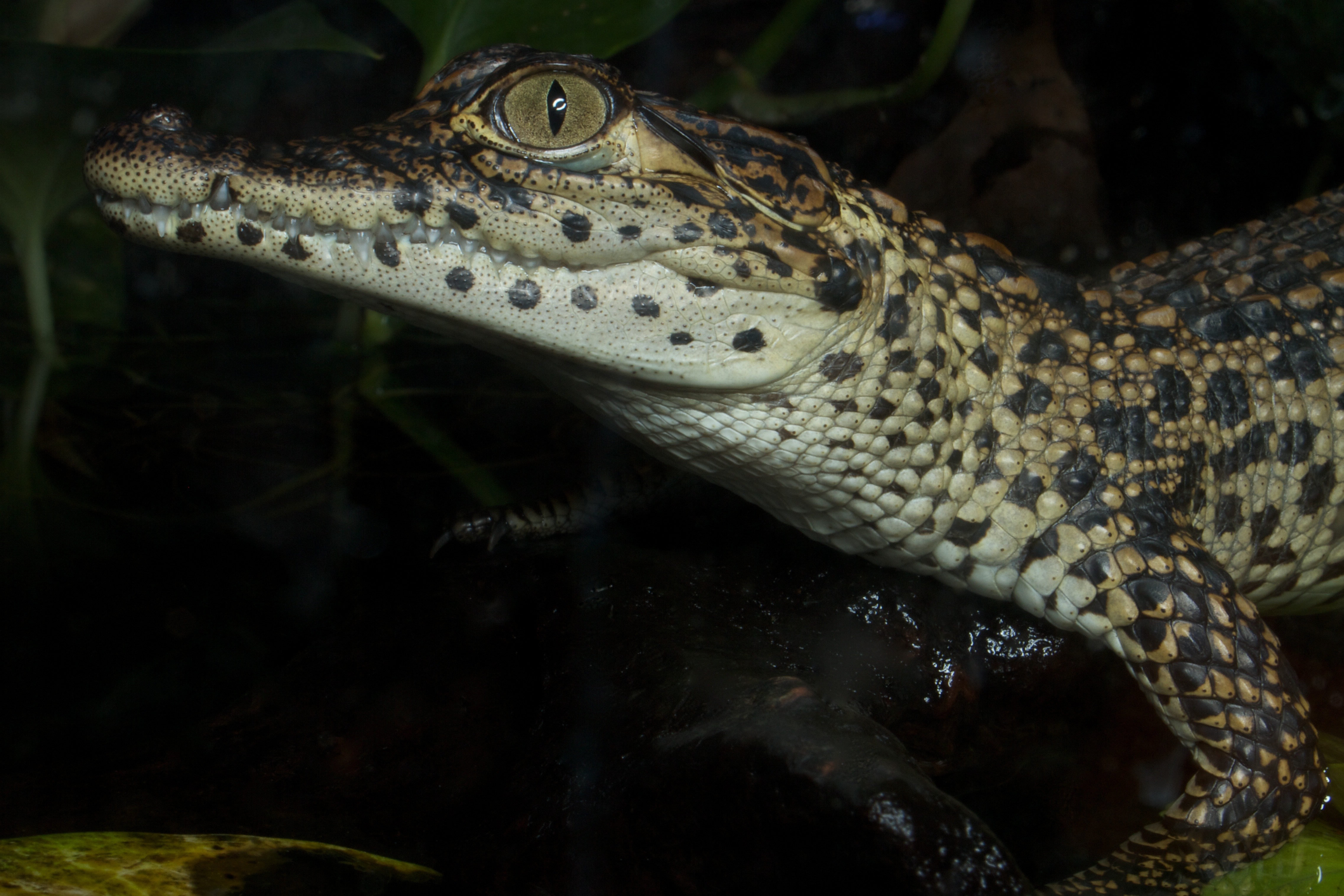
Молодая особь

Самцы кубинских крокодилов становятся половозрелыми в возрасте 6 лет при общей длине около 197 см. Самки также достигают половой зрелости в возрасте 6, реже — 7 лет. Период спаривания длится с мая по июль. Считается, что этот цикл напрямую связан с изменениями окружающей среды, такими как количество осадков и окружающая температура. Самка откладывает как правило 30—40 яиц (до 60 в максимуме), каждое из которых весит в среднем 112 грамм и примерно 5-7,6 см в длину. В естественных условиях для кладки она роет яму неподалёку от воды и покрывает её опавшими листьями. Однако, в неволе наблюдалось строительство гнезда в виде кургана, что позволяет предполагать зависимость выбора способа кладки от условий окружающей среды и наличия материалов для гнезда.
Инкубация яиц длится 58-70 дней и вылупление детенышей происходит в период с конца августа до начала сентября. Как и в случае с другими крокодилами, пол детенышей определяется температурой в гнезде. Самцы появляются только тогда, когда внутренняя температура в гнезде равна 30-32 градусам по Цельсию, в то время как самки развиваются при температурах выше или ниже данной отметки.
Только около 1 % молодых крокодилов достигают половой зрелости. Так, кубинские вороны и другие птицы рода Corvus, а также траурные трупиалы, поедают яйца и детёнышей длиной до 15 см, а цапли ловят детёнышей длиной до 45 см. Яйца и молодняк также массово поедаются различными млекопитающими и рептилиями, были в том числе зафиксированы и акты каннибализма.
Кубинский крокодил способен скрещиваться с острорылым крокодилом в дикой природе и особенно в условиях неволи, где также была зафиксирована гибридизация с сиамским крокодилом. Гибриды могут наследовать окраску и анатомические признаки обоих родителей, как правило способны к размножению. По мнению некоторых учёных, гибридизация представляет опасность для сохранения генетической чистоты вида.

## Популяция и разведение
Популяция вида насчитывает в настоящее время 3000—6000 особей. В 1950-1960-е годы получили распространение фермы, на которых разводили крокодилов, в основном для производства кожи и мяса, которое считается деликатесом. На них было получено много гибридов с острорылым крокодилом, которых сейчас решено изолировать от основной популяции. Кубинский крокодил занесён в Красную Книгу как находящийся под угрозой вымирания вид. Ограниченный ареал делает его очень уязвимым. Кожа кубинского крокодила используется в промышленности, мясо служит деликатесом. Кубинский крокодил является объектом браконьерской охоты, кроме того, он вынужден конкурировать с куда более многочисленными крокодиловыми кайманами подвида Caiman crocodilus fuscus, обитающими в болоте Ланье и острорылыми крокодилами, встречающимися в прибрежных местообитаниях.